# Song Zheyuan

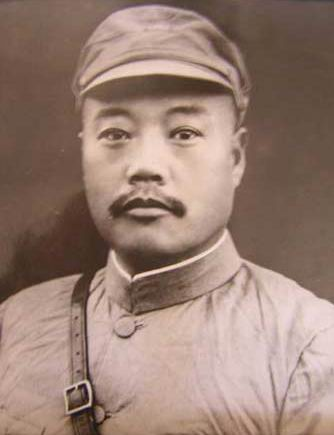
Sòng Zhéyuán

Sòng Zhéyuán (chinesisch 宋 哲元; geboren 30. Oktober 1885 in Laoling, Provinz Shandong (Kaiserreich China, Qing-Dynastie); gestorben 5. April 1940 in der Provinz Sichuan (Republik China)) war ein chinesischer General im Chinesischen Bürgerkrieg und im Zweiten Japanisch-Chinesischen Krieg.

## Leben und Wirken
Sòng Zhéyuán begann 1904, im Alter von 20 Jahren,  an dem von Lu Jianzhang gegründeten Militärinstitut in Peking zu studieren und wurde seitdem Lus Favorit. 1917 schloss er sich Feng Yuxiang an und beteiligte sich 1927 an der Nordexpedition als Kommandant der 2. Gruppenarmee der 4. Gebietsarmee der Nationalen Revolutionsarmee. Anschließend übernahm er Positionen wie amtierender Leiter der Provinzregierung von Shaanxi und die Leitung der 9. Armee-Einheit. 1930 stellten sich Feng Yuxiang und Yan Xishan gegen Chiang Kai-shek, erlitten aber eine Niederlage. Sòng kam unter das Kommando von Zhang Xueliang, wurde Kommandeur der 3. Nordostarmee, Kommandeur der 29. Zentralarmee, Vorsitzender der Provinz Chahar, Mitglied des Zweigkomitees der Militärkommission Peiping, und spielte so eine wichtige Rolle in Nordchina.
1933 verteidigte Sòng die Stadt Chengde, als die japanische Armee den Ort einnehmen wollte. Ende 1935 wurde er Vorsitzender des „Hebei–Chahar Political Council“ (冀察政務委員会). Als Leiter der Pufferregierung zwischen Japan und China befand er sich nun in einer heiklen Position. Als es im Juli 1937 zum Zwischenfall an der Marco-Polo-Brücke kam, kommandierte er den chinesischen Widerstand gegen Japan.
Sòng erkrankte Ende der 1930er Jahre und starb 1940 in der Provinz Sichuan.